# To (film)
 For alternative betydninger, se 2 (flertydig). (Se også artikler, som begynder med 2)
To er en dansk film fra 1964, instrueret af Palle Kjærulff-Schmidt efter et manuskript af Klaus Rifbjerg.

## Medvirkende
- Jens Østerholm
- Yvonne Ingdal
- Birgit Brüel
- Kjeld Jacobsen
- Peter Steen
- Lis Adelvard